# Rupert Kratzer
Rupert Kratzer (ur. 16 lutego 1945 w Monachium, zm. 23 września 2013 w Garching) – niemiecki kolarz torowy reprezentujący RFN, brązowy medalista mistrzostw świata.

## Kariera
Największy sukces w karierze Rupert Kratzer osiągnął w 1973 roku, kiedy zdobył brązowy medal w wyścigu indywidualnym na dochodzenie amatorów podczas mistrzostw świata w San Sebastián. W zawodach tych wyprzedzili go jedynie Knut Knudsen z Norwegii i Herman Ponsteen z Holandii. W 1968 roku wystartował na igrzyskach olimpijskich w Meksyku, gdzie rywalizację w indywidualnym wyścigu na dochodzenie zakończył na piątej pozycji. Ponadto wielokrotnie zdobywał medale torowych mistrzostw kraju, w tym pięć złotych.